# Mariano Jhocson
Mariano Jhocson (Manilla, 14 oktober 1877 - 17 maart 1928) was een Filipijns universiteitsbestuurder en oprichter van de National University in de Filipijnen.

## Biografie
Mariano Jhocson werd geboren als Mariano Jocson op 14 oktober 1877 in Santa Cruz, een district in de Filipijnse hoofdstad Manilla. Hij was het vierde kind uit een gezin van twaalf kinderen van beeldhouwer Crispulo Jocson en Marcela Alegrado. Jocson kreeg onderwijs aan het Ateneo Municipal de Manila. In ruil daarvoor werkte zijn vader voor de Jezuïeten. Hij studeerde er uiteindelijk af als perito mercantil. Gedurende de Filipijnse revolutie veranderde Jocson zijn achternaam in Jhocson om te voorkomen dat de Spanjaarden hem associeerden met enkele neven die aan de revolutie meededen en door de Spanjaarden gezocht werden.
Op 1 augustus 1900 richtte Jhocson het Colegio Filipino op. Deze school bood primair onderwijs en was toen nog gevestigd in zijn eigen woning aan Palma Street in Quiapo. In 1905 werd de naam van de school veranderd in Colegio Mercantil. Vanaf 12 mei 1913 mocht de school ook secundair onderwijs geven. Vanaf dat jaar werd het Engels ook de enige taal waarin lesgegeven werd. Tot dan toe werd zowel in het Spaans als in het Engels gedoceerd. In 1915 werd de school een corporatie. Er werd onder mee boekhouden, accountancy en handel aangeboden. Op 26 oktober onderging de school een nieuwe naamswijziging naar National Academy. Vanaf 15 mei 1917 bood de instelling middels een faculteit Liberal Ats en een faculteit rechten ook tertiair onderwijs aan. Vanaf 15 maart 1921 heet de instelling National University. Mariono Jhocson fungeerde als eerste president tot de aanstelling van Camilo Osias. Nadien was Jhoscon alleen nog bestuurder van de instelling. Binnen enkele jaren werd het tertiair onderwijs verder uitgebreid en studeerden er 7000 studenten aan de school. De National University was daarmee in die jaren de grootste universiteit van het land voor wat betreft het aantal studenten.
Jhocson overleed in 1928 op 51-jarige leeftijd. Hij trouwde in 1901 met Consuelo Luciano en kreeg met haar twee zonen. In 1908 trouwde hij met Miguela Martin. Met haar kreeg hij nog eens negen kinderen.